# Jardin des Rosiers - Joseph-Migneret
Le jardin des Rosiers - Joseph-Migneret, anciennement jardin Francs-Bourgeois - Rosiers, est un espace vert du 4e arrondissement de Paris.

## Situation et accès
Situé entre la rue des Francs-Bourgeois et la rue des Rosiers, dans le quartier du Marais. On y accède par le 10, rue des Rosiers. On peut de nouveau y accéder aussi par la cour de l'hôtel de Coulanges, aux 35-37, rue des Francs-Bourgeois.
Ce site est desservi par la ligne 1 à la station de métro Saint-Paul.

## Description
D'une surface de 2 135 m2, le jardin est né de la réunion des jardins privés des hôtels particuliers qui le bordent : hôtel de Coulanges (ancien siège de la maison de l'Europe de Paris, désormais dans le 17e arrondissement), hôtel Barbes et hôtel d’Albret. De ce fait, le jardin est divisé en plusieurs secteurs.

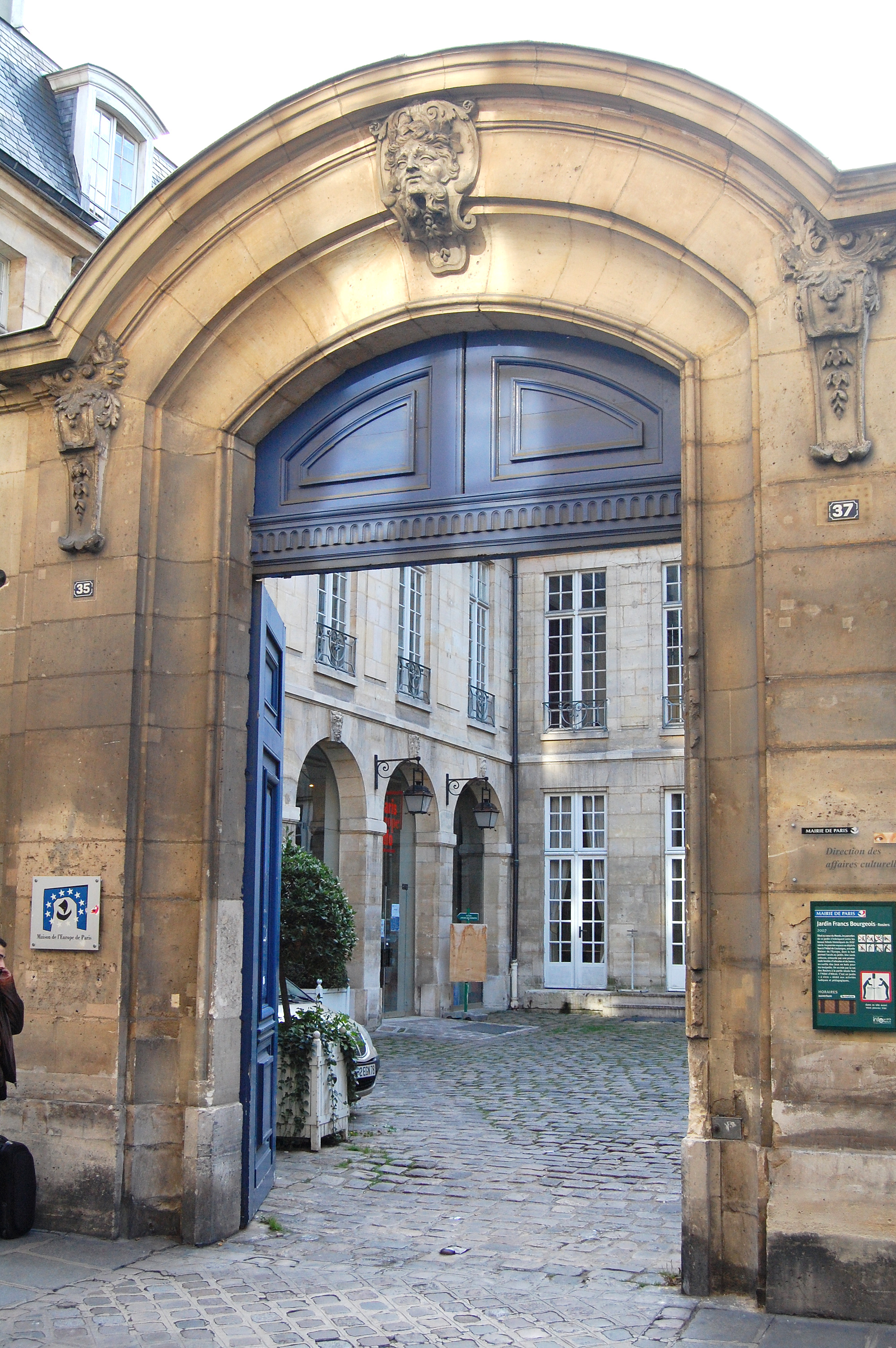
Porche de l'hôtel de Coulanges, par laquelle on accédait au jardin jusqu'en 2018.
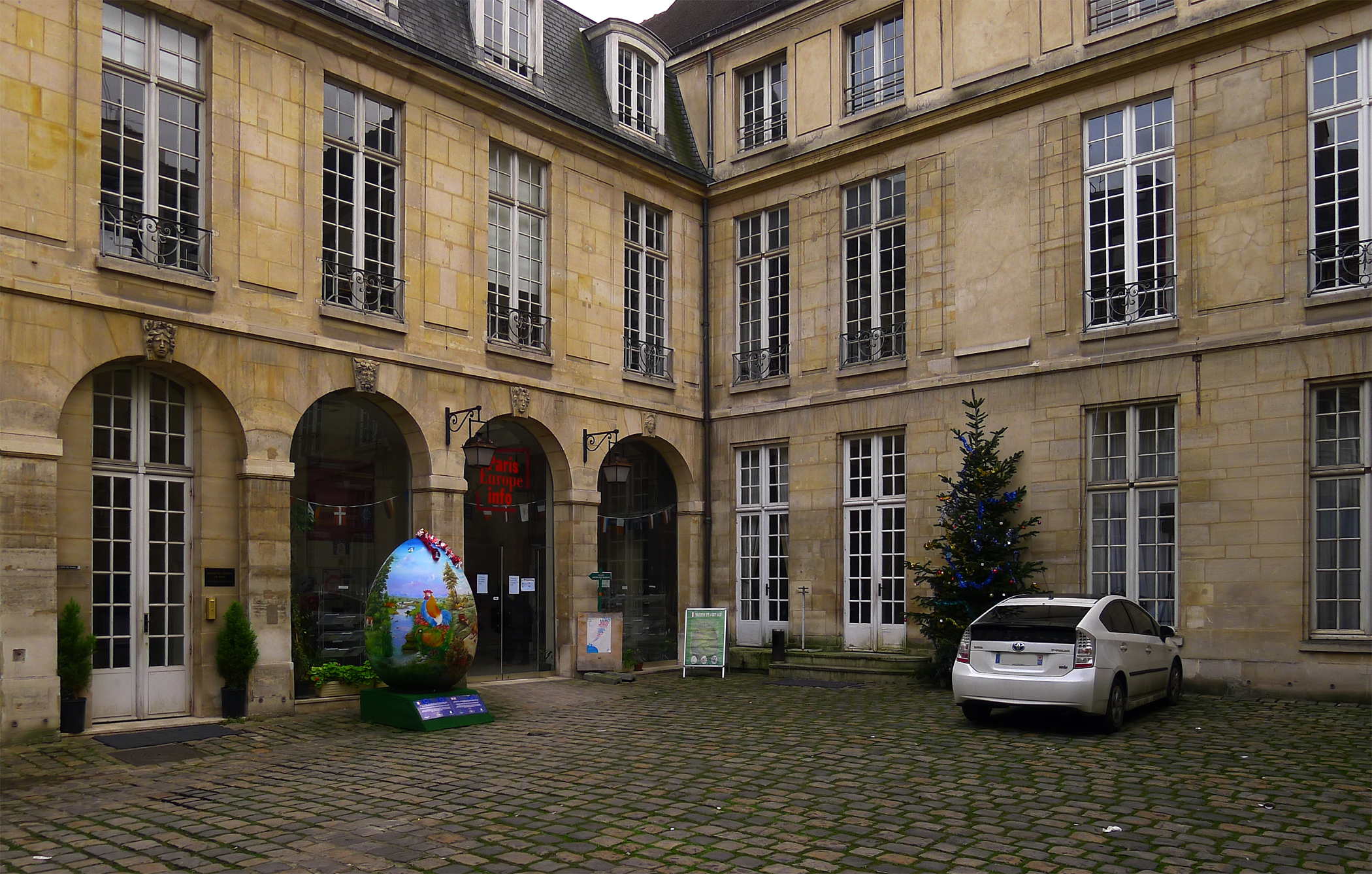
Cour de l'hôtel de Coulanges, par laquelle on accédait au jardin jusqu'en 2018.

En venant de la rue des Francs-Bourgeois, on accède au premier jardin en passant par la maison de l'Europe. Situé derrière l'hôtel de Coulanges (l'actuelle maison de l'Europe), il est composé d'un grand rectangle de gazon semi-ombragé (quatre bouleaux y sont plantés), parsemé de quelques jeux pour enfants, et entouré d'un rideau de canne de Provence. Différentes essences sont plantées : céanothe, oranger du Mexique, cornouillers blancs, fétuques, pennisetum, cheveux d’anges (stipa tenuifolia).
On a depuis cet espace une vue sur la très surprenante cheminée, haute de 35 mètres, de la Société des Cendres qui, jusqu'en 2002, traitait les rognures, limailles et balayures des ateliers afin de récupérer l'or et l'argent (le bâtiment industriel est désormais loué à une boutique de prêt-à-porter japonaise. Les coursives ont été conservées, ainsi que les outils et les fours au sous-sol,).

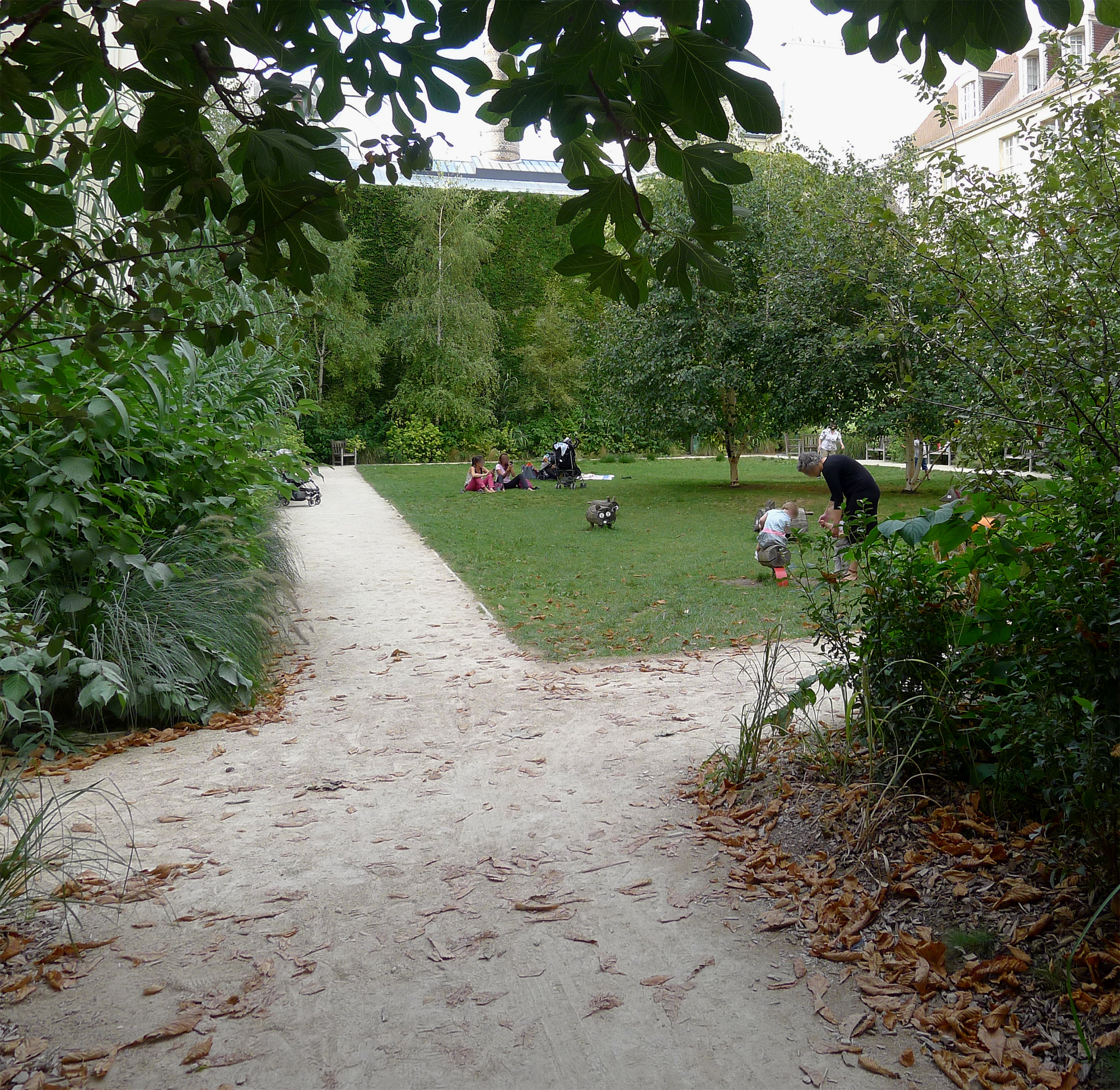
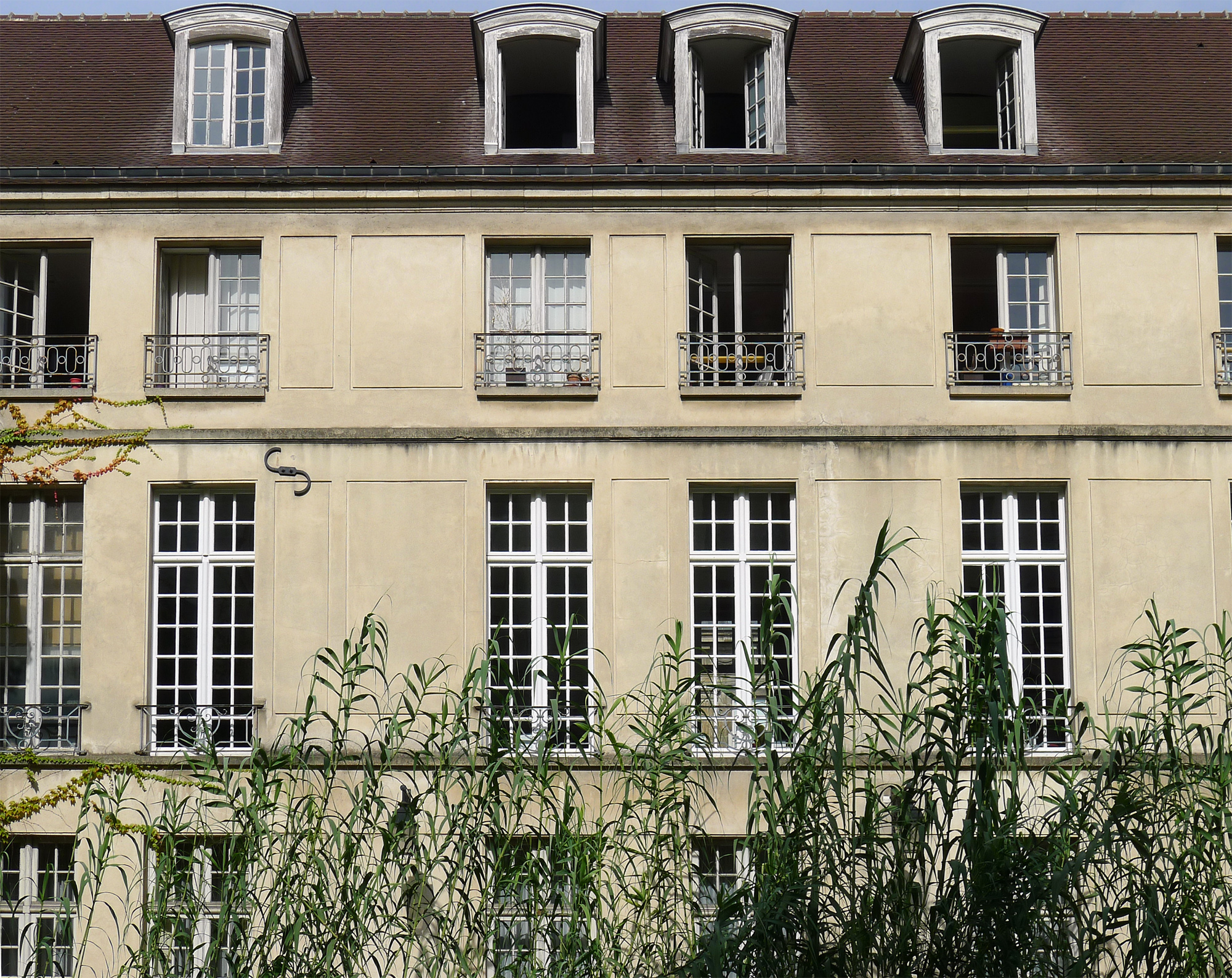
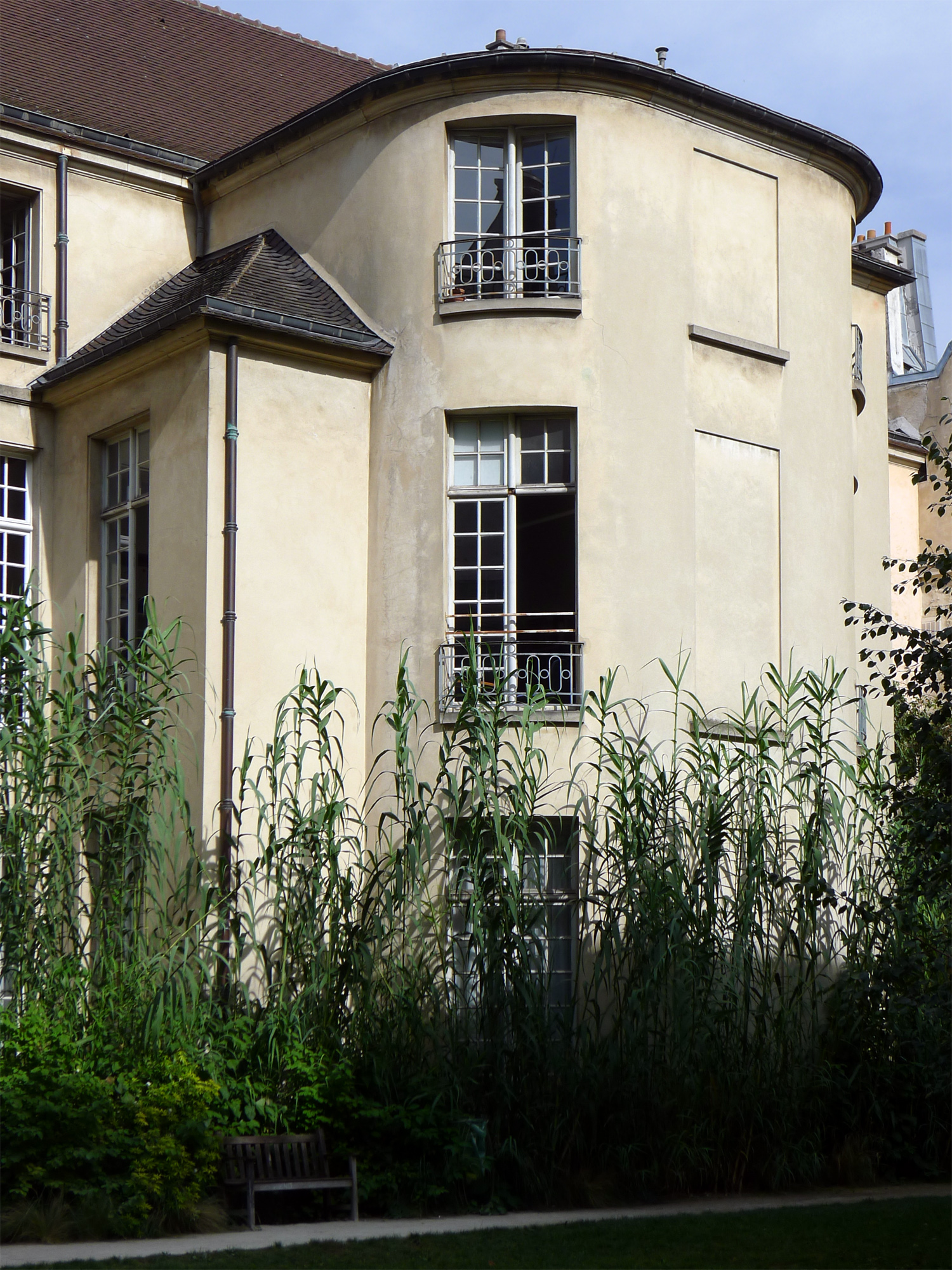

Le deuxième secteur, le plus petit, derrière l'hôtel Barbes, propose un chemin sec entre un figuier rampant et un marronnier, avec quelques haltes en surplomb.

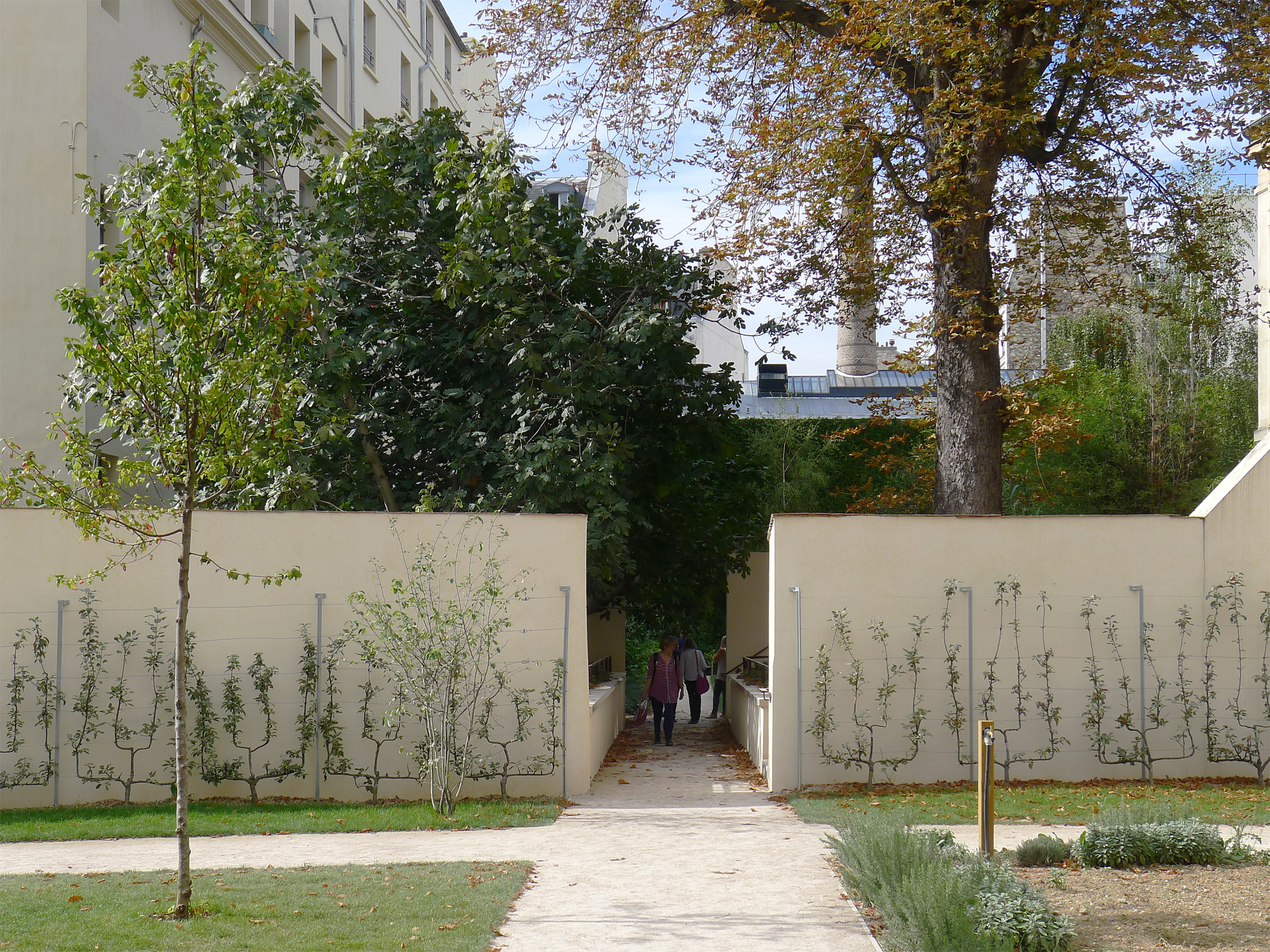
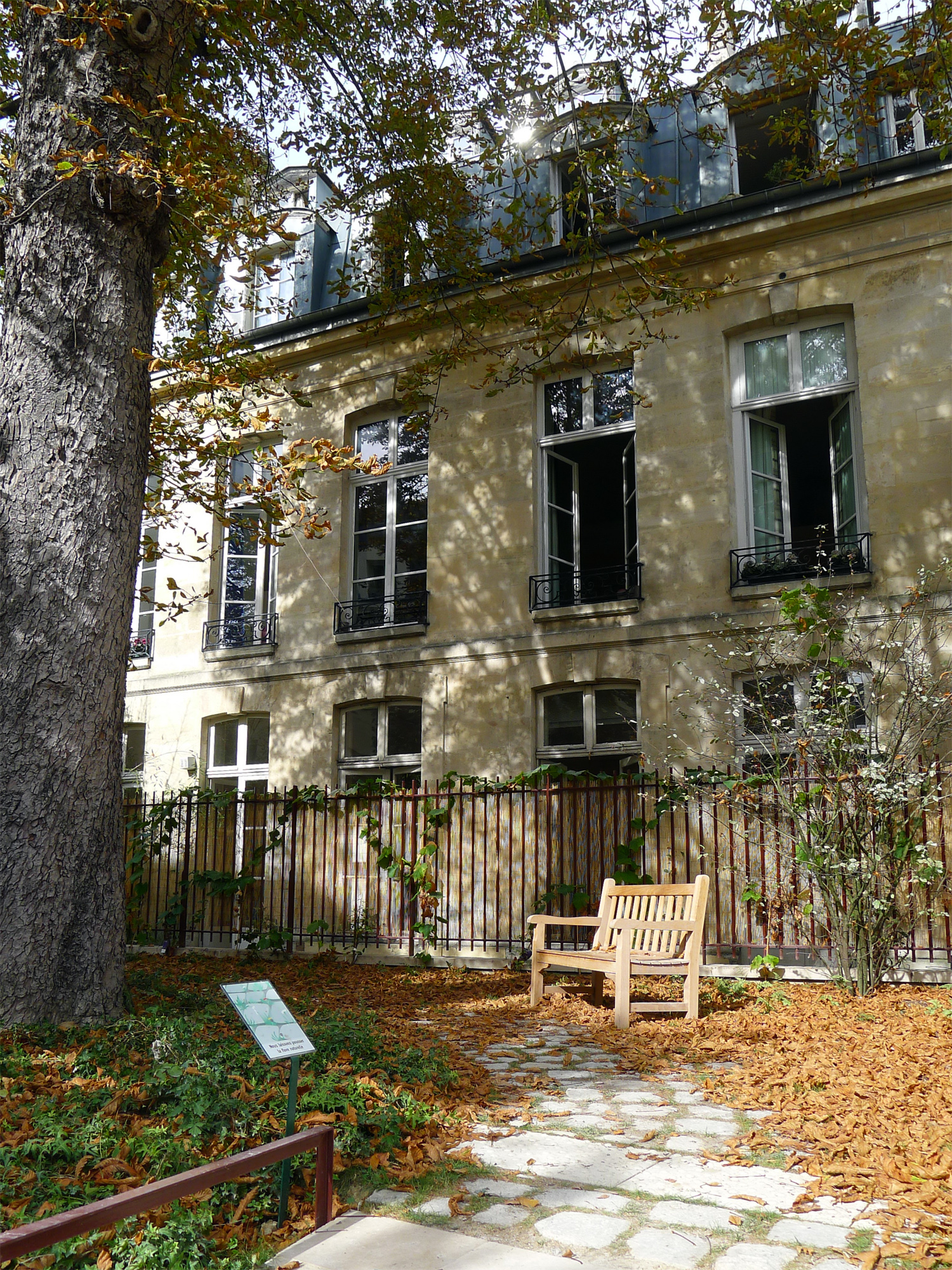
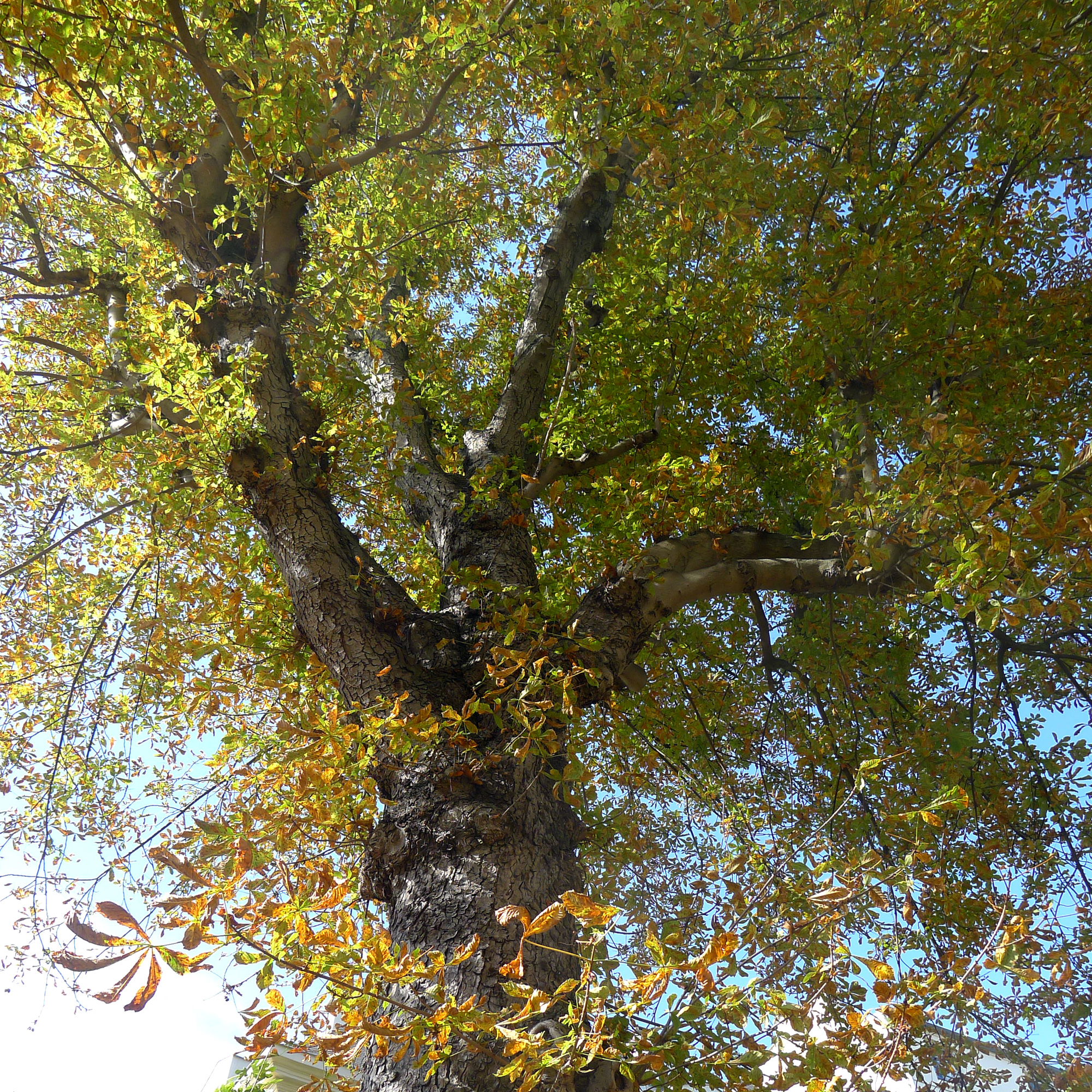

Le troisième enfin, derrière l'hôtel d'Albret, offre un jardin partagé (entre les riverains), des cultures en espalier, et met en valeur l’une des 77 tours de l'enceinte de Philippe Auguste (XIIIe siècle) classée monument historique. Son état est assez dégradé malgré une belle restauration en 2014, mais elle reste très reconnaissable. Au cours des siècles, attachée à la propriété de l'hôtel d'Albret, la tour avait servi de salle à manger d’été, puis de chapelle.

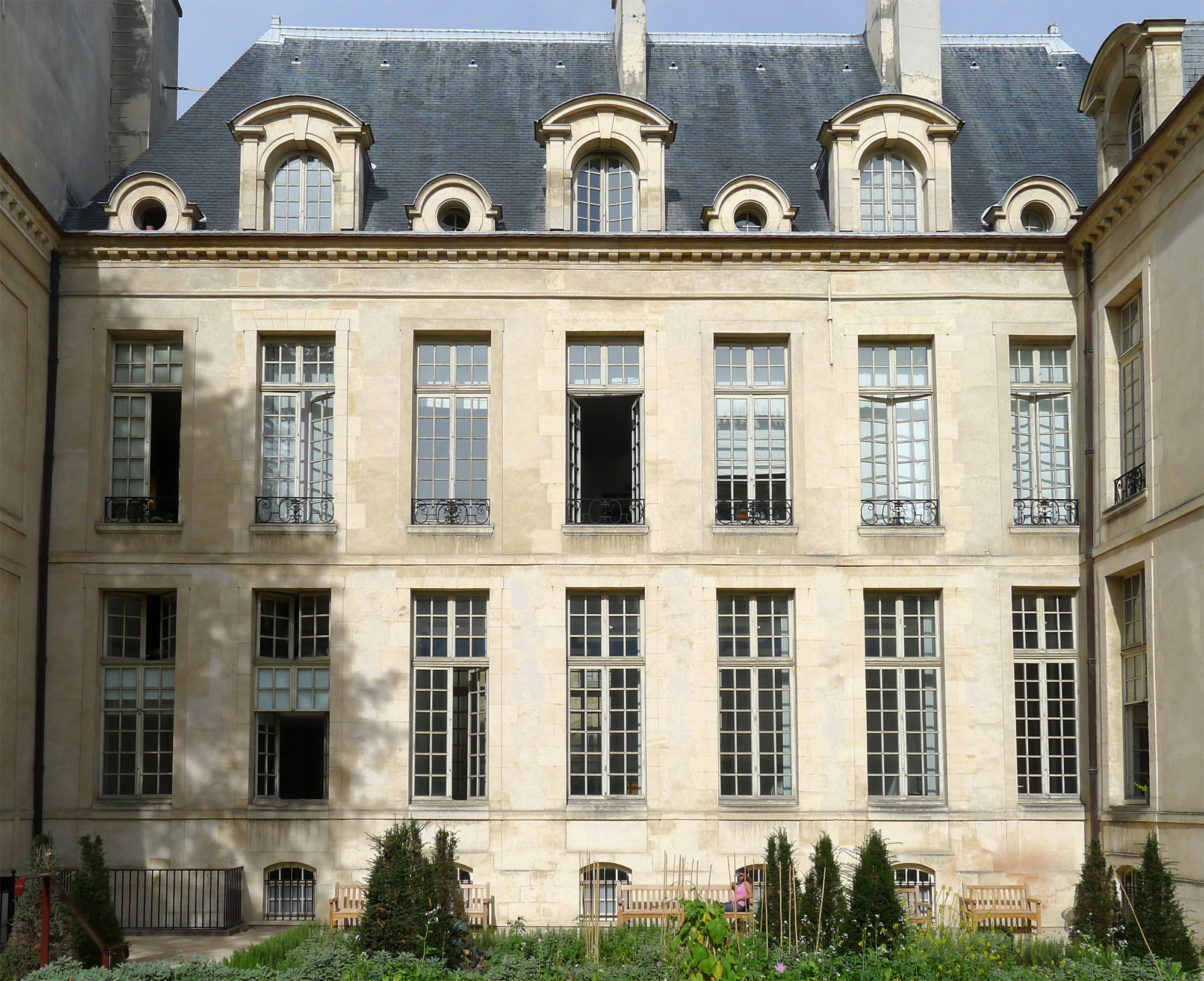
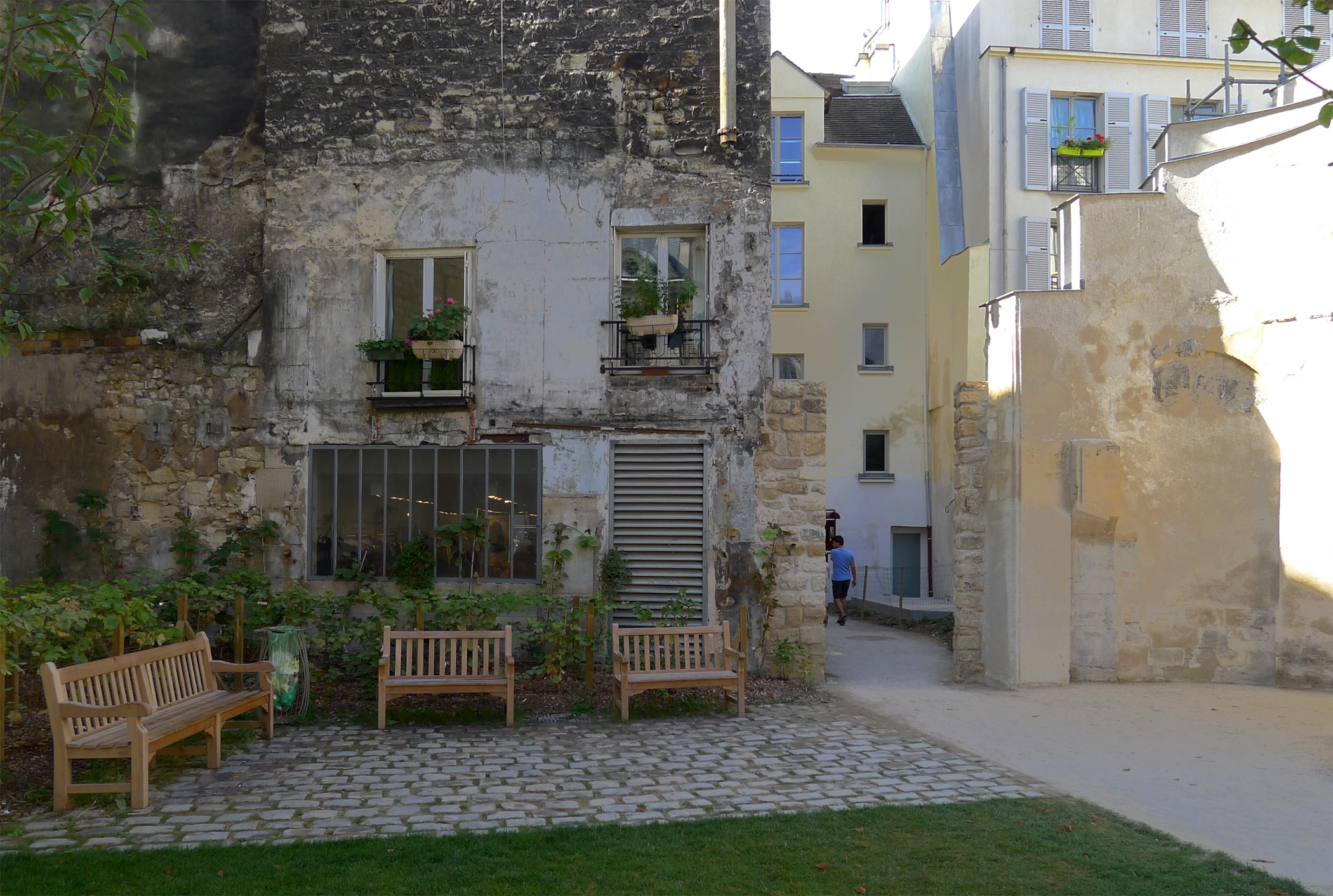
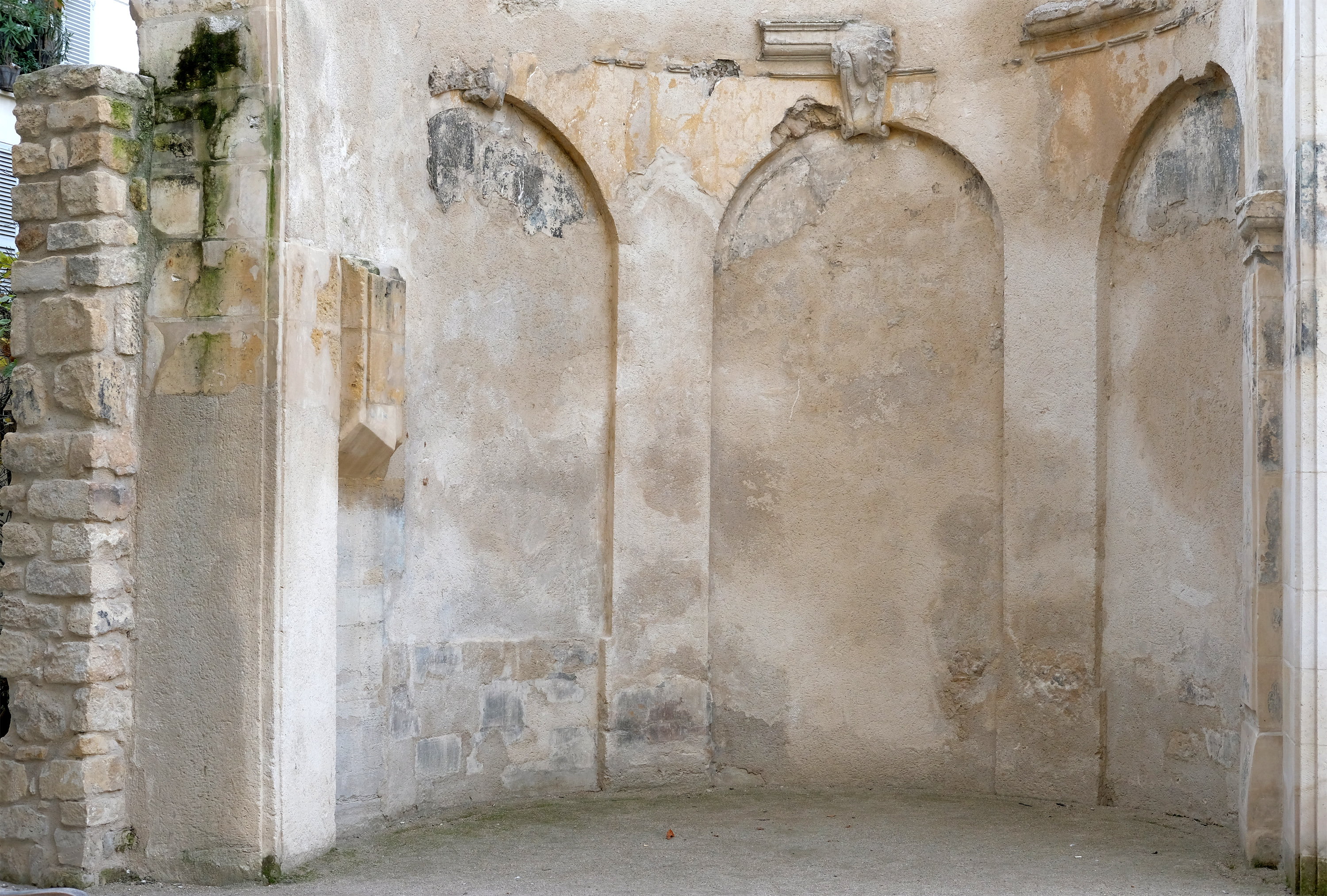
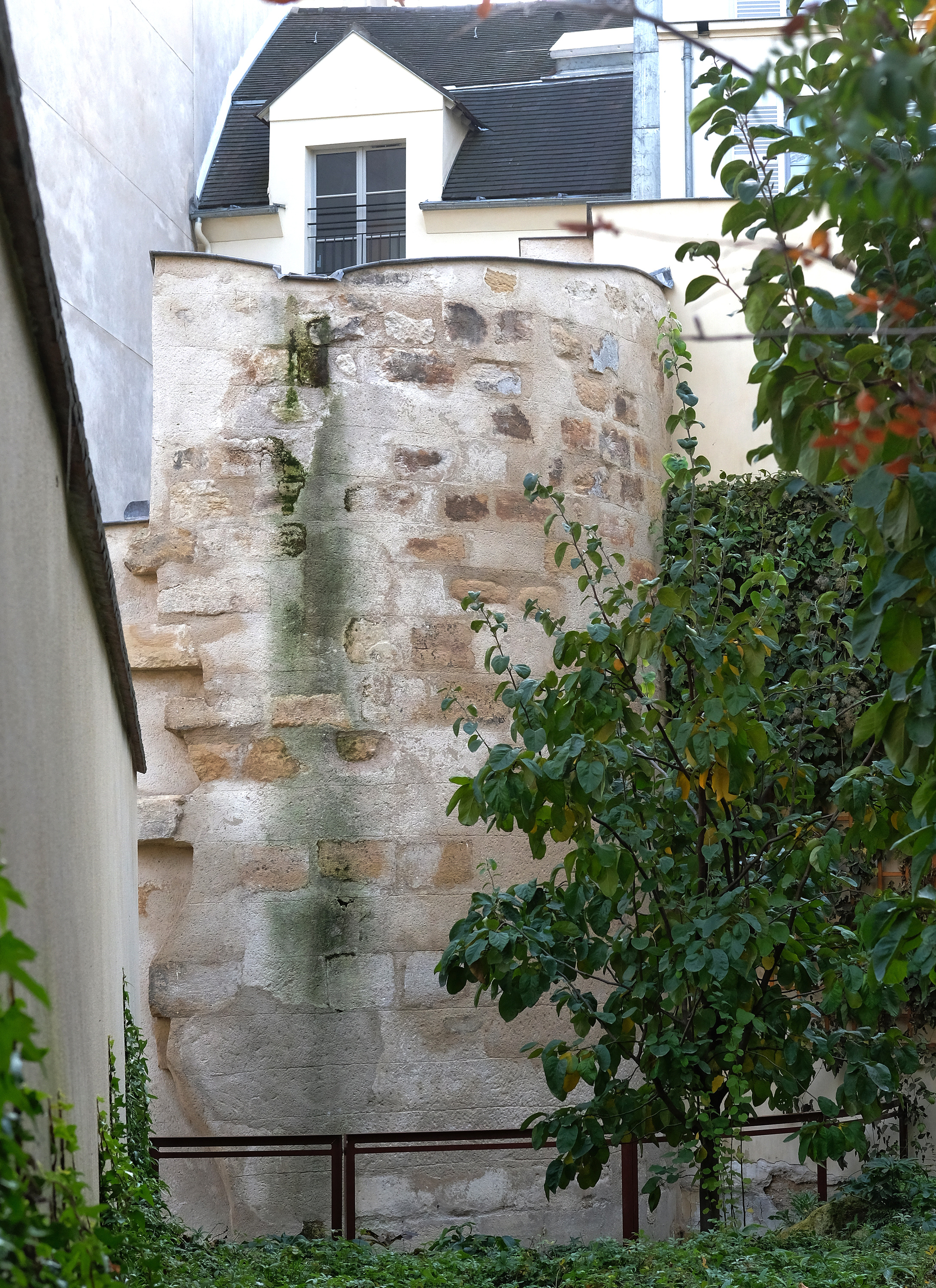

Par ce troisième jardin, on rejoint la rue des Rosiers par un petit passage couvert au niveau du no 10.

## Origine du nom
Le jardin est baptisé « jardin des Rosiers - Joseph-Migneret », en l'honneur du directeur de l'école voisine, Joseph Migneret (1888-1949), l'école élémentaire des Hospitalières-Saint-Gervais, qui, pendant la Seconde Guerre mondiale, fut un résistant actif et sauva nombre d'enfants du génocide. Auparavant, il avait pour nom « jardin Francs-Bourgeois - Rosiers ».

## Historique
Le jardin public est créé en 2007 et achevé en 2014, par la réunion de plusieurs jardins privés. Le jardin est baptisé en 2014 « jardin des Rosiers - Joseph-Migneret ».